# Система за охлаждане на двигатели с вътрешно горене
Вижте пояснителната страница за други значения на Система за охлаждане.
Системата за охлаждане на двигателите с вътрешно горене (ДВГ) се прилага при топлинните машини за отнемане на отделената топлина, която не е превърната в механична работа. Тя е съвкупност от устройства, с които се реализирани различните технически решения за отнемане на излишната топлина от двигателя и обезпечаване най-добри условия за работа му при различни режими на натоварване.

## Експлоатационна температура
Горивните смеси се възпламеняват и изгарят в двигателя със скорост от 20 до 40 m/s. Обеднената или обогатената горивна смес в двигателния цилиндър, изгаря по-бавно, което е неблагоприятен работен режим, поради това, че частите му са подлагат по-дълго време на високи температури от горещите газове и като краен резултат двигателят прегрява. Най-ниско загряване е работния режим на двигателя при най-висока скорост на горене на горивната смес. При горивния процес в работния цилиндър се развива температура до 2000 0С, докато температурата на топене на чугуна е 1300 0С. Двигателят не се разрушава поради бързото превръщане на налягането на горещите газове в работа чрез движението на буталото и механизмите. Високото налягане на изгорелите газове при задвижването на буталото рязко увеличават обема в който действат, а след това се изхвърлят от цилиндъра. Нахлуването на нова прясна горивна смес или въздух (при дизеловите двигатели) също охлажда двигателя, а нейното загряване при запълването на работния цилиндър, подпомага запалването в последващия работен цикъл на двигателя. Освен това горивният цилиндър и цилиндровата глава, поради добрата топлопроводимост на металния материал, бързо предават топлината. От конвекцията с охлаждащ флуид или атмосферен въздух настъпва охлаждането на двигателя до създаването на динамична най-благоприятна температура за работата му. За обезпечаване на нормална работа на ДВГ трябва да се запазят работните междини, въпреки промяната на линейните размери на отделните възли от по-високата температура. Необходимо е да се създадат условия и за охлаждане на конструктивните елементи на двигателя, отвеждащи горещите газове. Механизмите участващи в подаване на гориво или горивна смес трябва да се защитят от топлината и да работят при температурен режим, който не създава опасност от възпламеняването му извън двигателя или експлозия. Температурата на работещия двигател се увеличава и от триенето на движещите се части, което налага тя да не превишава стойностите на оптимално мазане на използваните моторни масла. Тези две противоречиви изисквания – висока температура за добро изгаряне на горивото и икономичност на двигателя от една страна, и по-ниска температура за съхранение на мазителните свойства на маслото в съвременните двигатели са решени със създаване на работен температурен диапазон от 80 до 95 0С за бензиновите двигатели и от 90 до 100 0С за дизеловите двигатели. Не трябва да се приема, че работата на двигателя при ниска температура е по-изгодно за двигателя. Преохлаждането на двигателя е свързано с износване на цилиндъра и буталните пръстени от корозиращото действие на кондензацията на водни пари и серния двуокис, има неблагоприятни последствия като работа с намалена мощност, кондензиране на гориво което попада в картера и др.  Пряко следствие от гореописаното е периодичното „припалване“ на неизползван автомобил/двигател което води до по-голямо износване отколкото ако изобщо не се пали.

## Начини за охлаждане
Отстраняване излишъкът от топлина се осъществява със системата за охлаждане. За транспортните средства движещи се по земната повърхност или във въздушното пространство, независимо от сезона или географската ширина, за отнемането на топлината от двигателя се използва въздухът. За двигателите движещи се във водна среда, за охлаждане обикновено се използва отворена проточна система за директно охлаждане, т.е. водата се засмуква, отнема топлина от двигателя и са изхвърля обратно във водния басейн. Конструкцията на двигателя и транспортното средство, се оразмеряват и изграждат не само от условията за получаване на показателите мощност, икономичност, дълготрайност и надеждност, но се включват и допълнителни системи за най-добро съхраняване на температурния режим на двигателя за постигане на най-добрите работни показатели. В двигателния отсек на техническото средство се използват допълнителни температурно-регулиращи средства като например жалузи, управлявани от температурата вентилатори, капаци или въздухозаборници ограничаващи или улесняващи достъпа на охлаждащия въздух до двигателя. Използват се два типа системи за пренос на излишната топлина от двигателя до обкръжаващата околна въздушна среда
- система с въздушно охлаждане;
- система с течностно охлаждане.

## Въздушно охлаждане
Въздушното охлаждане, като система, използва увеличена охладителна площ за топлоотдаване от двигателния цилиндър, цилиндровата глава и картера на двигателя, с което се осъществява топлоотдаване към околната атмосфера. Конструктивно се реализира със значително оребряване на тези части на двигателя, чиято площ е в състояние при съприкосновение с въздуха да отдаде излишната топлина.

### Предимства
- Това е най-простата и лека конструкция от системите за охлаждане. Отлетите охладителни ребра увеличават многократно топлоотдаващата способност на двигателя от насрещния въздушен поток. Намира приложение в евтините непретенциозни мотоциклетни двигатели, преносими машини, маломощни генератори за електрически ток, в авиационните двигатели, където топлообмена се осъществява само от директно обдухване. В леки и тежки автомобили охлаждането се осъществява с принудително обдухване с високооборотен вентилатор.
- Лесно се достига да работна експлоатационна температура.
- Не се изискват специални грижи при ниски околни температури.

### Недостатъци
- Отделя се част от мощността на двигателя за задвижването на вентилатора за принудително въздушно охлаждане. Налага се поставянето на специална кутия или ламаринени капаци като въздуховоди на потока въздух от вентилатора към цилиндрите. Така е конструирана охлаждането при леките автомобили „Татра“, популярните „Трабант“ и „Запорожец“, чешките камиони „Татра“ и „Прага“ и авиационен редови двигател „Валтер“. С въздушно охлаждане е по-малко разпространения в България двигател 6KVD 14,5/12 – 1 SRL, производство на заводите ИФА-ГДР.
- Двигателите са по-шумни поради завихрянето на въздуха около двигателя и шума произвеждан от вентилатора.
- Имат непостоянен температурен работен режим, променящ се в по-голям температурен диапазон в зависимост от работния режим на двигателя. Поради това двигателя се износва по-бързо и се намалява неговия междуремонтен ресурс.
- За регулиране на температурата се използват дроселови клапи поставени в канала на охлаждащия въздух. Задвижват се от термостат посредством лостова система при достигане на работната температура или електронно. Това оскъпява стойността на конструкцията.
- Сериозни проблеми с течовете на смазочни материали поради открито разположените водещи втулки на повдигачите на клапаните. Поради наличието на разделима връзка с междинен уплътнител – каучуков ринг, част от смазочното масло, качено от помпата се стича по вътрешната стена на втулката и при вибриране се насъбира между нея и уплътнителя, от където изтича. Подобен теч се наблюдава осезаемо при варианта на ИФА и по-слабо при „Татра“ и „Прага“.
- По-малка вписана мощност при сравнително големи размери на двигателя.

## Охлаждане с течност
За охлаждането с течност е популярно още названието водно охлаждане. Охлаждането с вода, непрекъснато и безопасно може да се използва само при положителни температури на околната среда. В двигателите основно се използват течни флуиди с незамръзващи съставки известни с търговското наименование антифриз. Охлаждането с течност е възможно поради по-специалната конструкция на двигателите – изработени са с две стени и течността може свободно да се движи около цилиндрите и в обема на цилиндровата глава на двигателя. Така в кухия обем на двигателя чрез т. нар. водна риза  бързо се отнема топлината и се осъществява конвекция – т.е. процес на топлопренасяне чрез движение на частици флуид и топлообмен между двигателя и по-ниската температура на въздуха от околната среда.
Охлаждането с течност има предимства, поради по-малката охлаждаща повърхност на системата за охлаждане и възможността да се поддържа постоянен работен температурен режим, поради малката разлика между температурите на охлаждащата среда и охлажданите стени. 

### Конструктивни решения
- Термосифонно охлаждане

Това е най-простата система за водно охлаждане, но е надеждна, независимо от по-ниската цена на двигателите. Има един недостатък – изисква непрекъснат контрол на количеството охлаждаща течност, поради това, че работата на двигателите е свързана с нейния непрекъснат разход от изпарение при експлоатация. За охлаждането се използва принципа, че загрятата течност се разширява и като по-лека преминава в горната част на охлаждащия съд със значителен обем, където топлината се отдава чрез изпарение или топлообмен през стените на съда. Тази охладителна система е отворена и се използва в двигатели с малка мощност. Такива са стационарни дизелови двигатели (като напр. Дойц), дизелови двигатели за трактори (като Ланц Булдог, Чжан Чун – 14 hp -китайско производство, ранни модели Шлютер). Тези двигатели работят в състояние на кипяща охладителна течност в съда обгръщащ работния цилиндър (наричан от техниците „казанче“). Порадиголемия отвор отгоре на казанчето и отворената система на охлаждането, изпарението не позволява превишаване на температурата на кипящата течност над 100 0С.
Такова естествено (обикновено) водно циркулационно охлаждане има и по-модерно решение. Например в автомобилите, Форд модел Т и Вартбург 311 вместо голям съд за топлообмен има автомобилен радиатор с горно и долно казанче и без водна помпа за принудително движение на течността. Циркулацията на течността протича по-бавно, но охлаждането е ефективно поради значителната площ за топлоотдаване на радиатора и принудителното обдухване на радиатора от вентилатор. Системата е затворена с паровъздушен клапан (капачката на радиатора) за предотвратяване на неконтролирано повишаване на налягането в охладителната система от прегрети пари. Такова техническо решение понижава цената на конструкцията, премахва термостата и водната помпа, както и разходите по тяхното обслужване. Недостатъкът е, че работната температура на течността и двигателя не е постоянна и се променя в процеса на експлоатация. Например при спускане по наклон течността се охлажда повече поради на липсата на активно изгаряне на горивна смес в цилиндрите. И обратно при изкачване на наклон или движение с по-голямо натоварване и висока скорост, температурата на двигателя и охлаждащата течност са повишават до горните допустими температури за неговата експлоатация.
- Изпарителна система за охлаждане

Изпарителната система за охлаждане е затворена и е близка до термосифонната. При тази система работната температура на двигателя е по-висока от точката на кипене на охлаждащата течност, от което следва бързо изпаряване и отнемане топлината на двигателя. Парата под налягане, посредством система от тръби и радиатори, се охлажда, кондензира отново в течност и се връща за охлаждане на двигателя. Такава система е използвана в бойните самолети на Германия в края на 30-те години по време на Втората световна война. Охлаждащите елементи са монтирани в крилата и са работели ефективно, но такова решение не се оказало удачно. При преки попадения в самолета, поради голямата си площ системата лесно се поврежда и за няколко минути бойната машина излиза от строя.
- Принудително циркулационно охлаждане

Принудителното циркулационно охлаждане се реализира със затворена охладителна система. Загрятата във водната риза течност принудително циркулира в охладителната система, задвижвана от центробежна водна помпа. Така от горещия двигателен блок течността по тръба постъпва в автомобилния радиатор, където голямата му повърхност, добрата топлопроводимост на материала от който е изработен и силния насрещен въздушен поток от вентилатора на системата, бързо отнемат топлината от охлаждащата течност. Топлинният режим се регулира от термостат, който прекъсва циркулацията на течността при студен двигател. Така се оформят два кръга на охлаждане – малък и голям.
 – Малкият кръг е този, при който течността циркулира в ограничено пространство между блока на двигателя, водната помпа, термостата и радиатора за отопление на шофьорската кабина. Така двигателят загрява по-малък обем течност и лесно достига до ефективна работна температура.
 – Големият кръг включва всички елементи на охладителната система. Течността циркулира от цилиндровата глава на двигателя през термостата, през тръбите до разширителните казанчета на радиатора. Охладената течност чрез водната помпа се вкарва в двигателния блок и цикъла се повтаря. При промяна на работния режим на двигателя и намаляване на температурата на двигателя, термостата намалява сечението на отвора си, с което намалява пропускането и постъпването на течност в радиатора.

### Термостат
Предназначен е за бързо подгряване на двигателя при студен старт. В определени случаи, при необичайно снижаване на температурата на околната среда може да регулира охладителната система. Основен елемент на термостата е капсулован клапан който използва принципа на топлинно разширение на материалите. Използват се различни вещества чиято характерна особеност е да променят обема си при нагряване (респективно охлаждане). Принципът на действие е следния – самото вещество е затворено в камера, като при загряване то увеличава обема си и избутва клапан, който отваря (или затваря – при охлаждане) воден кръг минаващ през радиатора. С повишаване на температурата на охлаждащата течност, започва отварянето на клапана, като с това се включват нови обеми охлаждаща течност в двигателя и се увеличава охлаждащата повърхност чрез използване на радиатора на двигателя. Съществуват два основни вида конструкции – с едноклапанен или двуклапанен термостат.
- Едноклапанен термостат

Най-разпространената конструкция. Особеност е, че циркулационната помпа има два входа и един изход, като входът за малкия кръг е с по-малко сечение. При отваряне на термостата охлаждащата течност започва да циркулира през големия кръг, тъй като входът на помпата е с по-голямо сечение, следователно има и по-ниско хидравлично съпротивление. През малкия кръг продължава да циркулира минимално количество течност.
- Двуклапанен термостат

Помпата има вход и изход. Термостатът притежава два самостоятелни клапана, като при ниска температура на двигателя е отворен единият клапан, а другият е затворен. При повишаване на температурата се затваря клапанът за малкия кръг и се отваря този за големия. Съществуват конструкции, при които се използва само един елемент за управление на потока.

### Предимства
- Водното охлаждане обезпечава постоянен оптимален температурен режим на двигателя. Това увеличава неговата надеждност и удължава междуремонтния му ресурс.
- Двигателят работи по-безшумно поради наличието на водна риза.

### Недостатъци
- Термосифонното охлаждане се нуждае от голямо количество охлаждаща течност и непрекъснат надзор на работещата машина.
- Това е по сложна, по-тежка и по-скъпа конструкция от тази с въздушно охлаждане. Изисква и по-високи експлоатационни разходи за обслужване.

## Охлаждане на маслото
Към системата за охлаждане на двигатели с вътрешно горене може да се поставят и устройствата, свързани с отнемане на топлина в двигателите от триенето на механичните части – коляно-мотовилков механизъм, газоразпределителния механизъм и мазането на буталата. Мазителните свойства на маслата се променят с повишаване на температурата и работната дълговечност на двигателя и добрата експлоатационна надеждност са в пряка зависимост от работната температура. В съвременните автомобилни, тракторни и двигатели използвани за други цели, се поставя система за охлаждане на маслото. Това е допълнителен радиатор, където маслото принудително циркулира под налягане от маслената помпа на мазителната система на двигателя и се охлажда от насрещния въздух.